# Therapia (Schiff, 1902)
Die Therapia des Norddeutschen Lloyd (NDL) in Bremen war ein deutsches Passagierschiff. Sie wurde 1902 in Hamburg als einziger Passagierschiffsneubau der Deutschen Levante-Linie (DLL) fertiggestellt und im Dienst nach Odessa eingesetzt. 1906 erwarb der NDL das Schiff für eine neue Linie von Marseille nach Batum.
Ende 1913 verkaufte der NDL die Therapia nach Russland. Zu Beginn des Krieges 1914 in Libau versenkt, hoben die Deutschen 1915 das Schiff und nutzten es bis zum Kriegsende als Sperrbrecher. Nach Kriegsende kaufte 1920 Hugo Stinnes über eine dänische Tochtergesellschaft das in Libau aufliegend Schiff, das von der DOAL gechartert und unter (kaiserlich-)russischer Flagge erneut als Baltika eine Erkundungsfahrt nach Ostafrika durchführte.
1921 kam das Schiff unter dem Namen Danzig für die zu Stinnes gehörende Danziger Reederei Artus auf der Route nach Südamerika in Fahrt. 1926 übernahm die HAPAG das Schiff, die es 1930 nach Bremerhaven zum Abbruch verkaufte.

## Geschichte

### Bau und Indienststellung
Die DLL bot auf ihren von Hamburg zum Teil bis in das Schwarze Meer laufenden Schiffen auch Mitreisemöglichkeiten an. Ab 1898 wurden sogenannte Expressdampfer eingesetzt, die eine größere Passagiereinrichtung hatten. Dafür wurden von der Hamburg-Süd zwei Dampfer angekauft, die Pera (ex Porto Alegre, Baujahr 1888, 2.499 BRT) und die Stambul (ex Cintra, Baujahr 1889, 2.643 BRT). 1901 gab sie für die Linie nach Odessa auch ein Schiff bei Blohm & Voss in Auftrag, das vorrangig dem Passagierdienst dienen sollte. Die am 21. Dezember 1901 vom Stapel gelaufene Therapia war 111,56 Meter lang, wurde mit 3.781 BRT vermessen und war damit das größte Schiff der DLL. Es bot Platz für 86 Passagiere in der I. Klasse und bis zu 648 Fahrgäste im Zwischendeck. Das zweimastige Schiff hatte einen Schornstein und wurde von einer Schraube angetrieben. Es konnte bis zu 13 Knoten laufen.
1906 verkaufte die DLL die Therapia an den Norddeutschen Lloyd, mit dem die DLL eine Gemeinschaftspassagierlinie von Marseille nach Batum betreiben wollte. Der NDL veränderte die Passagiereinrichtung für jetzt 86 Passagiere I. Klasse und 32 III. Klasse. Daneben konnte 200 Decksfahrgäste für Kurzreisen mitgenommen werden. Neben der Therapia erwarb der Lloyd noch die alte Serapis der DDG Kosmos, die schon seit Jahren von der DLL gechartert worden war, und ließ sie zu einem Passagierschiff (86 Passagiere I. Klasse, bis 150 Tagesfahrgäste) umbauen, das den Namen Skutari erhielt. Die DLL beteiligte sich mit drei Schiffen (Pera, Stambul, Galata) an diesem Gemeinschaftsdienst, deren Passagiereinrichtungen auch modernisiert wurden.
Die Gemeinschaftslinie führte von Marseille über Genua, Neapel, Piräus, Smyrna, Konstantinopel und Odessa nach Batum; zeitweise wurde auch Barcelona angelaufen. Die DLL hatte starke Verluste in diesem Dienst und kündigte den Vertrag schon zum Jahresende 1907. Ihre Dampfer liefen mit Passagieren 1908 wieder ab Hamburg in das Schwarze Meer. Der NDL setzte den im Mittelmeer beginnenden Dienst allein weiter fort. Da die DLL rechtzeitig gekündigt hatte, brachte der NDL die alten Postdampfer Preussen, Bayern und Sachsen auf der Route in Fahrt, um die Abfahrtfrequenz zu erhalten. Ende Dezember 1908 gehörte die Therapia zu den ersten zivilen Schiffen, die nach dem Erdbeben in Messina dort Hilfe leisteten. Sie wurde vor Ort nach Verbrauch ihrer Vorräte von dem auf der Route vom Mittelmeer nach New York eingesetzten Salondampfer Bremen abgelöst. Messina gehörte seit 1908 auch zu den von Linie angelaufenen Häfen.
Allerdings steigerte sich der Erfolg der Linie auch im Alleinbetrieb durch den NDL nicht wesentlich und 1909 wurden die alten Postdampfer nach Italien zum Abbruch verkauft. Neben der Therapia und der Skutari kam Mitte 1910 noch die von der DLL angekaufte Stambul zum Einsatz, die schon am Gemeinschaftsdienst beteiligt gewesen war. Die unsichere politische Situation im östlichen Mittelmeer verringerte die Erfolgsmöglichkeiten eines Liniendienstes mit großer Passagierquote weiter, so dass 1912 die Stambul wieder verkauft wurde, der im Mai 1913 die Skutari folgte. Als im Herbst die Dardanellen im Zuge des Balkankrieges erneut gesperrt wurden, gab der NDL auf und stellte den Dienst ein. Die allein verbliebene Therapia wurde am 4. November 1913 nach Russland an den Baltischen Lloyd in Libau verkauft.

### Dienst unter wechselnden Flaggen
Der Baltische Lloyd benannte seine Neuerwerbung in Baltika um. Als 1914 der Erste Weltkrieg ausbrach, übernahm die Kaiserlich Russische Marine das Schiff und rüstete es zu einem Lazarettschiff um. Wegen der drohenden Eroberung Libaus durch die Deutschen wurde das Schiff von den abziehenden Russen versenkt. 1915 hoben die Deutschen die Baltika und benannten sie nach Reparatur wieder in Therapia um. Ab 1916 wurde sie von der Kaiserlichen Marine in der Ostsee als Sperrbrecher 2 eingesetzt. 1918 wurde das Schiff wieder dem NDL übertragen. Es verblieb aber in Libau. Als Eigentümer des Schiffes galt eine Reederei Chr. Jensen.
1920 erwarb Hugo Stinnes das aufliegende Schiff über eine dänische Tochtergesellschaft. Bevor es in Dänemark registriert wurde, um eine Auslieferung an die Siegermächte zu verhindern, wurde das Schiff an die DOAL verchartert, um eine Erkundungsreise nach Ostafrika durchzuführen. Für diese Reise erhielt das Schiff wieder den Namen Baltica und lief im 31. Juli 1920 unter einem russischen Kapitän und der alten russischen Handelsflagge nach Ostafrika aus. An Bord war eine sehr gemischte Besatzung und ein dänischer und zwei deutsche Kapitäne. Die Fahrt soll sehr schwierig gewesen und am Rande einer Meuterei verlaufen sein.
Nach der Heimkehr wurde die Baltika im dänischen Register eingetragen, aber 1922 der auch Stinnes gehörenden Reederei Artus in der jetzt „Freien Stadt“ Danzig übertragen. Diese setzte die in Danzig umbenannte ehemalige Therapia im Stinnes-Südamerika-Dienst ein. 1926 gelangte die Danzig mit der Mehrzahl der Stinnes-Schiffe in den Besitz der Hapag, wo sie anfangs als Frachtschiff weiter genutzt wurde. Ende 1930 sonderte die Hapag das Schiff aus und verkaufte es nach Bremerhaven, wo es verschrottet wurde.

## Schicksal der weiteren Ankäufe für den Mittelmeer-Dienst des NDL
| Stapellauf in Dienst           | Name    | Tonnage             | Werft                 | Schicksal |
| ------------------------------ | ------- | ------------------- | --------------------- | --- |
| 19. April 1890 30. April 1906  | Skutari | 2.867 BRT 4.050 tdw | Blohm & Voss BauN° 72 | ex Serapis / DDG Kosmos, 1900 DLL in Charter, 9. Dezember 1905 Ankauf 1913 Verkauf nach Italien: Albaro, 1925 nach Chile: Luisa, 1928 Huemul, 1945 gesunken      |
| 16. April 1889 24. August 1910 | Stambul | 2.663 BRT 3.100 tdw | Blohm & Voss BauN° 64 | ex Cintra / Hamburg-Süd, 1899 DLL Stambul(1905 im gemeinsamen Dienst), 24. August 1910 Ankauf 1912 Verkauf nach Italien: Cornigliano, 1916 durch U-Boot versenkt |